# Кобринское гетто
Ко́бринское гетто (август 1941 — 14 октября 1942) — еврейское гетто, место принудительного переселения евреев города Кобрин Брестской области Беларуси и близлежащих населённых пунктов в процессе преследования и уничтожения евреев во время оккупации территории Белоруссии войсками нацистской Германии в период Второй мировой войны.

## Евреи в Кобрине до войны
Первое упоминание о евреях в Кобрине относится к XVI веку. По переписи 1897 года во всем уезде числилось 25 349 евреев, в том числе 6738 в самом Кобрине. Евреи составляли 64,8 % населения города. В начале 1920-х годов в Кобрине жил 5431 еврей, что составляло около 66 % населения. Большинство евреев Кобрина было занято в строительстве, ткацком производстве, торговле и т. п.

## Оккупация Кобрина
С началом Второй мировой войны в Кобрин устремились беженцы из оккупированной немцами части Польши, а часть кобринской еврейской сионистски настроенной молодёжи бежала в Вильно, чтобы оттуда эмигрировать в Палестину. Еврейское население города достигло 8000 человек.
К вечеру 23 июня 1941 года немецкие войска захватили Кобрин, и оккупация продлилась 3 года и 1 месяц — до 20 июля 1944 года.
Вскоре после оккупации евреев заставили организовать юденрат во главе с бывшим купцом Ангеловичем и еврейскую полицию, вооруженную резиновыми дубинками.

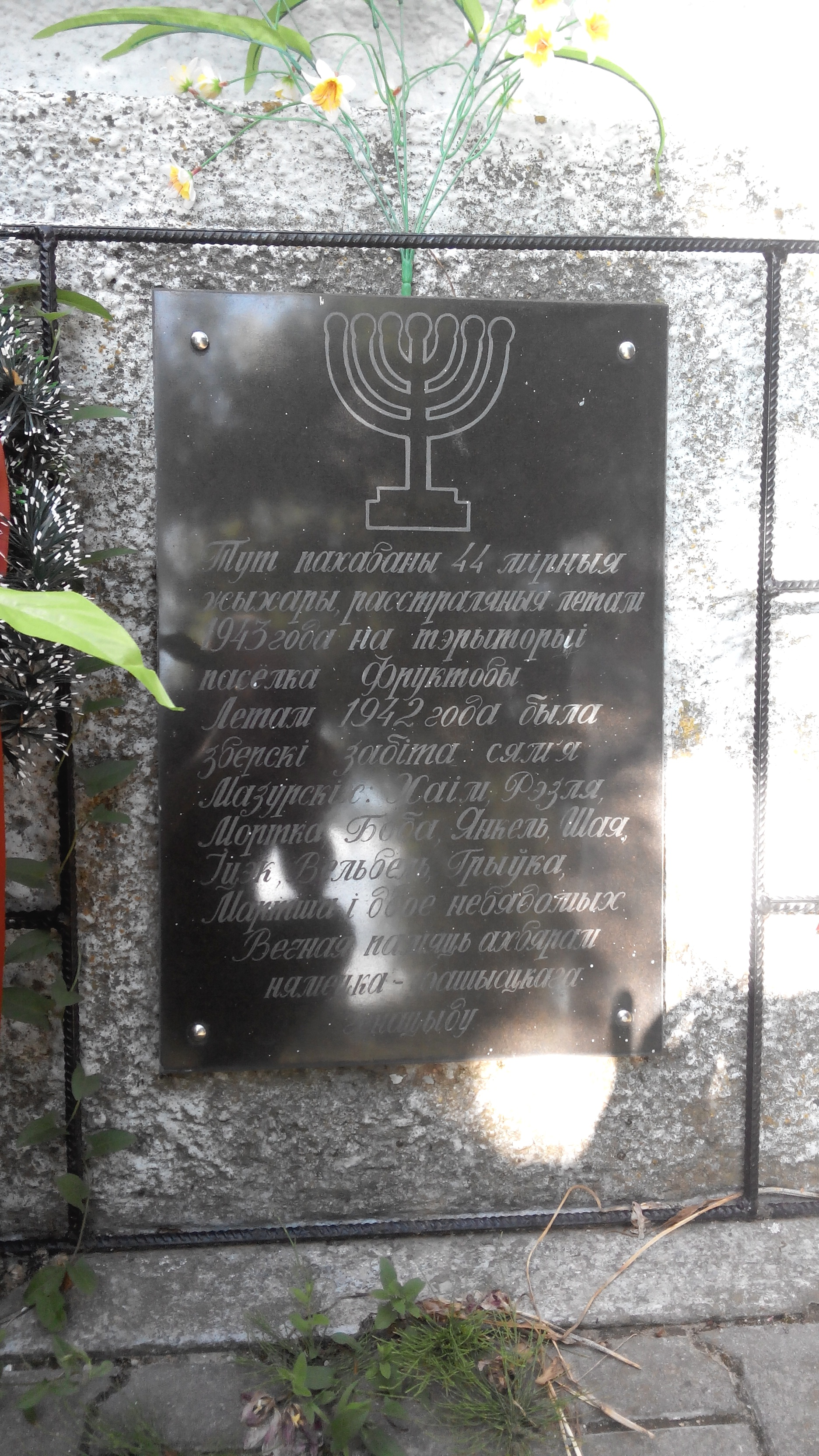
Надпись на памятнике убитым евреям Кобрина

Евреи Кобрина получили приказ носить на спине желтые полоски (позже желтые нашивки и полоски со звездами Давида), называемые немцами «шандесфлек» («позорное пятно»).
В июле 1941 около пригородного имения Патрики были расстреляны около 200 евреев, схваченных гестаповцами во время облав на кобринских улицах. В августе были схвачены и расстреляны около деревни Именин ещё 180 больных и непригодных к работе евреев.
Реализуя нацистскую программу уничтожения евреев, немцы создавали гетто почти во всех городах и населённых пунктах Беларуси, где проживало еврейское население. Так и в Кобрине в августе (осенью) 1941 года немецкие власти издали распоряжение о создании в городе двух гетто.

## Создание гетто
Гетто «A» располагалось в южной части города, его территория была ограничена с запада левой стороной современной улицы Суворова, с юга и востока — площадью Свободы и правыми сторонами улиц Первомайской и Кирова. Промежутки между фасадами домов по границе гетто были заграждены сплошным дощатым забором. В этом гетто были размещены трудоспособные евреи, специалисты и те, кто смог подкупить полицаев.
Все остальные евреи были насильственно переселены в гетто «B», которое ограничивалось западной частью площади Свободы до моста и правыми сторонами улиц Советской и Спортивной. Это гетто не было даже ограждено, так как в нём находились только старики, женщины, дети и больные.
На переселение в гетто людям дали минимум времени, а в освобождаемое евреями жильё тут же заселяли нееврев, выселенных из территории гетто.
В Кобринское гетто также были свезены евреи из соседних местечек (например, из Гайновки и Беловежи). Гетто поставляло рабочую силу для трудовых лагерей в Ходос и Запруды.

## Условия в гетто
Вся связь евреев из гетто с властью была возможна только через юденрат.
Узникам по страхом смерти запрещалось ходить по тротуарам, появляться без жёлтой нашивки, общаться с неевреями.
Евреев ежедневно выводили маршевым строем под конвоем полицаев на принудительные работы.

## Уничтожение гетто «B»
2 июня 1942 года узников гетто «B» собрали на площади Свободы, а председателя юденрата заставили обратиться к ним с успокоительной речью о якобы предстоящей отправке на работу. Толпу обреченных людей под конвоем эсесовцев с собаками отвели на железнодорожную станцию и погрузили в товарные вагоны, набив по 200 человек в каждый вагон.
Около 1800 евреев были таким образом вывезены и убиты у железнодорожной станции Бронная Гора, а само гетто «B» было ликвидировано. Многие умерли по дороге, не выдержав жары и недостатка воздуха в вагонах.
У Бронной горы накануне немцы пригнали 300 местных крестьян и приказали им выкопать 8 ям длиной от 40 до 80 метра, шириной 6 метров и глубиной 4 метра. Этот участок обнесли колючей проволокой. Обреченных людей заставляли перед ямами раздеться догола, спуститься по лестнице на дно и ложиться рядами вниз лицом. Затем их расстреливали, а следующим приказывали ложиться на убитых сверху.

## Уничтожение гетто «А»
В октябре 1942 года нацисты пригнали 160 мужчин из деревни Хидры и заставили их выкопать расстрельные ямы в Борисовском лесу на дороге между Кобрином и Дивином, в 14 км от Кобрина (на южной окраине Кобрина на полях колхоза «Новый путь»). 14 (15) октября 1942 года там были расстреляны 4000 (4500) жителей гетто «A».
Опустевшее гетто несколько раз было тщательно обыскано палачами. Взламывались закрытые двери, проверялись чердаки и подвалы, железными прутьями протыкали землю на участках в поисках убежищ. Оставленных в домах беспомощных больных и стариков убивали на месте.
Часть кобринских евреев-специалистов (72 человека), работавших в немецком хозяйстве, летом (к декабрю) 1943 года расстреляли во дворе кобринской тюрьмы.

## Сопротивление
Во время ликвидации гетто часть узников оказала вооружённое сопротивление, часть убежала в леса и включилась в партизанскую борьбу, а некоторые были спрятаны местными жителями.
За активную помощь евреям (в том числе нелегальную выдачу свидетельств о крещении) 15 октября 1942 были расстреляны двое польских священников: настоятель Иоанн Вольский (пол. Jan Wolski) и викарий Владислав Грабельны (пол. Władysław Grobelny).

## Память
Всего в Кобрине были убиты как минимум 6900 евреев.
На окраине Кобрина, в конце улицы Первомайская, на месте расстрела установлен памятник жертвам геноцида евреев, убитым во время Холокоста.